# Palacete de Eduardo Adcoch
El Palacete de Eduardo Adcoch está en el n.º 37 del Paseo de la Castellana (distrito de Chamberí) de Madrid (España). El edificio fue proyectado en 1905 por el arquitecto José López Sallaberry y construido de 1905 a 1906. Desde 2001 es la sede de la Fundación Rafael del Pino.

## Historia
Su antigua propietaria, que lo adquirió por donación, fue Elena Pérez Sanjurjo, una dama de alcurnia poseedora de una gran fortuna, que en su mayor parte residió en Suiza y que en su juventud patroneó yates. Dejó de ser residencia ocasional en torno a 1984, fecha en la que se trasladó a un hotel, donde vivió hasta su muerte, en septiembre de 1991.
Mediante un documento, legó el palacete a una empleada doméstica de nombre Isabel, que lo habitó durante algunos años. En un pleito posterior, la legataria reclamó por el palacete de Eduardo Adcoch una compensación multimillonaria. Los herederos notariales fueron una sobrina de Elena Pérez Sanjurjo, María Valvanuz Pérez Tordesillas, y un hijo de un primo de aquella, residente en Cantabria, sobre los que había testado previamente ante un notario madrileño en diciembre de 1975.
Tras diversas propiedades y cambios de uso, en 1999, fue vendido a la empresa Ferrovial. Desde ese momento, el palacete se convirtió en la sede de la Fundación Rafael del Pino. Del Pino fue fundador y presidente de la constructora. Tras la compra, fue reformado para albergar la sede de la Fundación. De la rehabilitación se encargó Rafael de La Hoz Castanys.
En 2005, Rafael de La Hoz inició una ampliación del edificio sobre el antiguo jardín del Palacete, de un estilo moderno y fachada acristalada sostenida por una cubierta de acero: el conocido como Edificio Fortuny. Fue inaugurado en 2008.

## Descripción

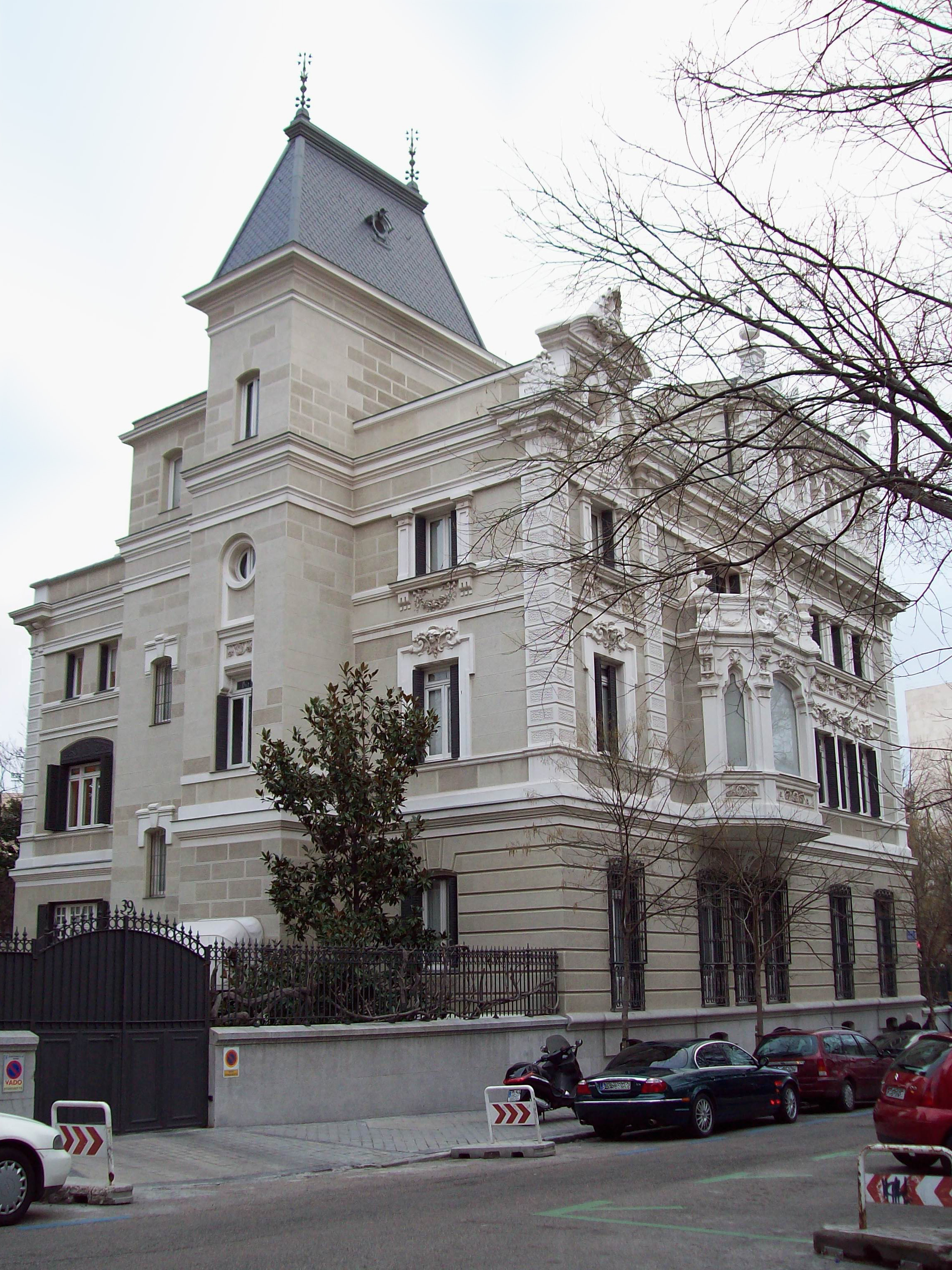
El palacete visto desde la parte trasera.

Como todos los palacios del Paseo de la Castellana, el Palacete Eduardo Adcoch fue proyectado para la aristocracia madrileña que trataba de alejarse del centro hacia el nuevo ensanche, como símbolo de poder económico y social. Fue ideado para albergar un hotel y cuenta con sótano provisto de lavadero y bodega; consta de tres plantas, con numerosos salones, gabinetes y dormitorios, así como de varios miradores.
En la fachada, de piedra en tonos grises, vemos claramente la mezcla de estilos, en la que abundan elementos neorrenacentistas españoles, si bien predominan los de gusto francés de principios de siglo XX. A imagen de los hoteles franceses con miradores y balcones. Cuenta el palacete con una torre de aguda cubierta amansardada y  también una azotea rematada por pináculos, cuyo interior albergó un estudio fotográfico.